# ハーベイ・イタノ
ハーベイ・アキオ・イタノ（Harvey Akio Itano、日本名：板野 秋雄〈いたの あきお〉、1920年11月3日 - 2010年5月8日）は、鎌状赤血球貧血やその他の病気の分子基盤に関する研究で最もよく知られている、アメリカの生化学者。イタノはライナス・ポーリングと共同で、電気泳動を使用して正常なヘモグロビンと鎌状赤血球ヘモグロビンの違いを示した。1949年の論文「鎌状赤血球貧血、分子病」（シーモア・J・シンガー（英語）、アイバート・C・ウェルズ（英語）との共著）は、分子医学およびタンパク質電気泳動で画期的なものとなった。
1979年、イタノは米国科学アカデミー（遺伝学部門）に選出された最初の日系アメリカ人になった。イタノは、カリフォルニア大学サンディエゴ校の病理学名誉教授であった。イタノはカリフォルニア州ラホヤでパーキンソン病の合併症で亡くなった。

## 若齢期

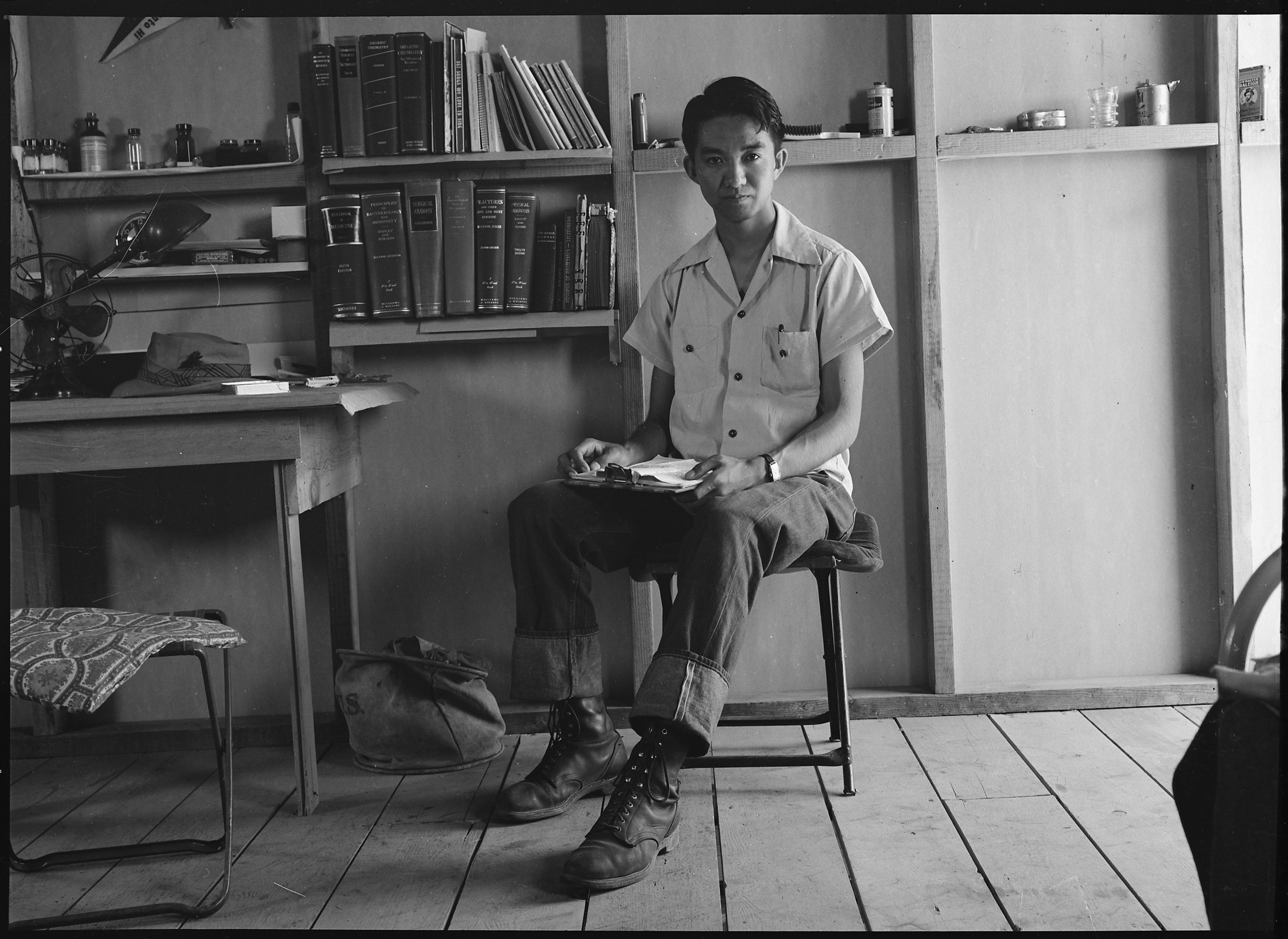
捕虜収容所でのカリフォルニア大バークレー校卒業生総代イタノ。

イタノはカリフォルニア州サクラメントで生まれた。イタノはカリフォルニア大学バークレー校に通い、1942年の卒業生総代であった。しかし、イタノはトゥーリーレイク収容所に送られる前に、彼と家族がタンフォラン集会センターに送られたため、バークレーでの学位授与式を逃した。イタノは後にキャンプを離れてセントルイス大学医学部に通うことを許可され、1945年に医学博士号を取得した。その後、カリフォルニア工科大学大学院に進み、1950年に化学と物理学の博士号を取得した。

## 研究
カリフォルニア工科大学にいる間、イタノはライナス・ポーリングの研究室に加わり、ポーリングが興味を持っていた遺伝病である鎌状赤血球貧血について取り組み始めた。鎌状赤血球症はヘモグロビンの欠陥が原因であるとポーリングは確信し、鎌状赤血球ヘモグロビンが化学的に異なる原因を突き止めるために、イタノを割り当てた。他の多くの方法で失敗した後、イタノは移動境界電気泳動を使い、正常細胞と鎌状赤血球のヘモグロビンを区別することに成功した。彼は電気泳動の先駆者であるウィルヘルム・ティセリウスのもととなったバリエーションである、スタンリー・M・スウィングルが設計した装置を使用した。彼は特定の条件下で、鎌状赤血球ヘモグロビンが正に帯電しているのに対し、通常のヘモグロビンは正に帯電していないことを発見し、電気泳動移動度に違いを見出した。1956年までに、バーノン・イングラムはこれがペプチド配列の単一の違いによって引き起こされたと判断し、1958年までに、正常なヘモグロビンAのグルタミン酸の代わりに、鎌状赤血球変異ヘモグロビンのバリンであると決定した。
その後の研究により、他の遺伝病や血液疾患に「分子医学」の新しい分野をもたらした。 1954年にイーライリリー生物化学賞を受賞し、1972年に鎌状赤血球症の研究が認められ、マーティン・ルーサー・キング・ジュニア医学業績賞を受賞した。